# Janówek (Gostynin)
Pour les articles homonymes, voir Janówek.
Janówek (prononciation : [jaˈnuvɛk]) est un village polonais de la gmina de Pacyna dans le powiat de Gostynin de la voïvodie de Mazovie dans le centre-est de la Pologne.
Il se situe à environ 3 km au nord-est de Pacyna (siège de la gmina), 22 km au sud-est de Gostynin (siège du powiat) et à 87 km à l'ouest de Varsovie (capitale de la Pologne).
Le village possède approximativement une population de 166 habitants en 2009.

## Histoire
De 1975 à 1998, le village appartenait administrativement à la voïvodie de Płock.